# 南征北战NZBZ
南征北战NZBZ，是中国大陆的一个音乐组合，成立于2012年。由胡汀洋、赵辰龙、尼成三名成员组成。

## 名称
南征北战的三名组合成员来自中国大陆的天南海北和不同民族，该组合名称由此得名。寓意为：年轻人要为自己的梦想和爱去努力征战拼搏。

## 成员资料
| 姓 名  | 出生地                   | 民族 | 队内职务                   |
| ------ | ------------------------ | ---- | -------------------------- |
| 胡汀洋 | 中国辽宁省辽阳市         | 回族 | 队长，音乐总监、作曲、编曲 |
| 赵辰龙 | 中国广西壮族自治区桂林市 | 瑶族 | 音乐制作、作词             |
| 尼 成  | 中国云南省普洱市         | 佤族 | 歌曲录音                   |

## 作品

### 专辑
- 2016年《6415》
- 2016年《伪流行》
- 2017年《生来倔强》
- 2018年《大胆爱》
- 2019年《隐秘空间》
- 2020年《二十多岁，无人欣赏》
- 2021年《不熄的烈火》

### 单曲
- 2021年《冰与火》
- 2021年《石刻中兴》
- 2021年《通天大道宽又阔》
- 2021年《到达》
- 2021年《游侠战纪》
- 2021年《一念仙魔》
- 2021年《觉醒吧！武神躯》
- 2021年《耀就现在》
- 2022年《英雄所向》
- 2022年《举杯碰出样样好》

## 获奖和荣誉
| 获奖时间   | 奖项名称                                           | 获奖结果 |
| 2020-01-11 | 2019流行金曲排行榜新声力量集结号最受欢迎原创组合奖 | 获奖     |
| 2018-11-14 | 2018全球华语金曲奖优秀唱作组合                     | 获奖     |
| 2018-01-29 | 2017第七届中国公益节公益人物奖                     | 获奖     |
| 2017-11-29 | 2017首届亚洲音乐盛典最佳原创组合                   | 获奖     |
| 2017-11-23 | 2017网易有态度人物盛典最有态度流行唱作组合         | 获奖     |
| 2017-11-19 | 2017粉丝网粉丝盛典最受粉丝喜爱原创组合             | 获奖     |
| 2017-07-20 | 2017首届MTV全球华语音乐盛典最佳原创组合            | 获奖     |
| 2017-02-28 | 2016第9届中国音乐联播榜年度盛典新锐组合奖          | 获奖     |

| 时间       | 名称                                   | 获奖作品      | 获奖结果 |
| 2018-04-16 | 华谊兄弟FASHIONPOP时尚之夜最佳电影歌曲 | 《Happy扭腰》 | 獲獎     |
| 2016-11-26 | 第53届金马奖最佳原创电影歌曲           | 《萨瓦迪卡》  | 提名     |